# Фитч, Уолтер Гуд
Уолтер Гуд Фитч (англ. Walter Hood Fitch; 28 февраля 1817—1892) — британский ботаник и ботанический иллюстратор.

## Биография
Уолтер Гуд Фитч родился 28 февраля 1817 года в Глазго.
Фитч заинтересовался ботанической иллюстрацией под влиянием профессора Уильяма Гукера, компетентного ботанического иллюстратора, редактора журнала «Curtis's Botanical Magazine». Первая литография Фитча «Mimulus roseus» появилась в «Curtis’s Botanical Magazine» в 1834 году, и вскоре он стал его единственным художником. В 1841 году Уильям Гукер стал директором Королевских ботанических садов в Кью и Фитч вместе с ним перебрался в Лондон. После 1841 года Фитч был единственным ботаническим иллюстратором всех официальных и неофициальных публикаций, изданных Ботаническими садами в Кью; он получал оплату персонально от Гукера. Для сохранения времени Фитч создавал изображения в технике литографии. Эти хромолитографии базировались на ботанических иллюстрациях, предоставленных Гукером и другими авторами.
Важными работами Фитча являются его иллюстрации к книге Уильяма Гукера «A century of orchidaceous plants» (1849), и «A Monograph of Odontoglossum» Джеймса Бэйтмана (1864-74). Он также создал около 500 иллюстраций для «Icones Plantarum».Гукера (1836-76) и 4 литографические пластины к монографии «Victoria Regia». Последняя работа получила критическое признание в журнале «Athenaeum», «они точны и они прекрасны»..
Также Фитч иллюстрировал «Handbook of the British Flora» Джорджа Бентама (1858, следующее издание под редакцией Джозеф Долтон Гукера).
Когда Дж. Д.Гукер вернулся из своего путешествия по Индии, Фитч создал литографии эскизов Гукера для его книги «Rhododendrons of Sikkim Himalaya» (1849-51) и из рисунков индийских художников для издания «Illustrations of Himalayan Plants» (1855). Он также создал иллюстрации для книги Гукера-младшего «The Botany of the Antarctic Voyage», которая состояла из трех томов описаний образцов флоры Антарктики, Новой Зеландии и Тасмании, собранных во время экспедиции в 1839—1843 годах.
В 1877 году из-за спора с Джозефом Гукером по оплате Фитч оставил работу иллюстратора в «Curtis’s Botanical Magazine» и Ботанических садах в Кью. Однако он остался активным как ботанический художник до 1888 года. В этот период он работал над иллюстрациями к «Monograph of the Genus Lilium» Генри Джона Элвиса (1877-80). В 1857 году Уолтер Фитч стал членом Лондонского Линнеевского общества. Его слава как ботанического иллюстратора была такой, что в некрологе, напечатанном в журнале «Nature» было заявлено «… его репутация была настолько высокой и настолько широко распространена, что здесь больше нечего сказать».
Уолтер Гуд Фитч умер в 1892 году в Кью (Лондон).